# Zbelítov
Zbelítov (en allemand : Sbelitow) est une commune du district de Písek, dans la région de Bohême-du-Sud, en République tchèque. Sa population s'élevait à 349 habitants en 2020.

## Géographie
Zbelítov se trouve à 22 km au nord-est de Písek, à 55 km au nord-nord-ouest de České Budějovice et à 70 km au sud de Prague.
La commune est limitée par Hrejkovice au nord-ouest, par Milevsko au nord et à l'est, par Osek au sud et par Milevsko à l'ouest.

## Histoire
La première mention écrite du village date de 1379.

## Transports
Par la route, Zbelítov se trouve à 3 km du centre de Milevsko, à 27,5 km de Písek, à 64,5 km de České Budějovice et à 102 km de Prague.